# Школьная форма в России

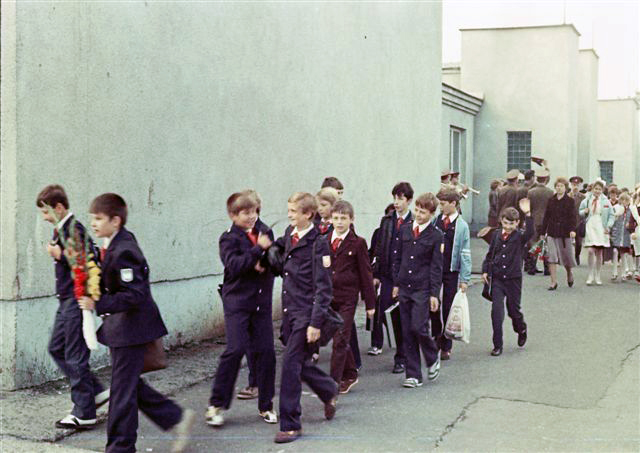
Советские школьники в 1985 году

Советские школьники в 1964 году

Школьная форма в России — установленная форма одежды для учеников средних (средне-специальных и средне-профессиональных) учебных заведений во время их нахождения в школе (учебном заведении) и на официальных школьных мероприятиях вне школы (учебного заведения).
В настоящее время единой формы для среднеобразовательных школ и учебных учреждений России не принято, хотя ношение школьной формы как совокупности предметов единого стиля для учеников внутри каждой конкретной школы может быть обязательно. Решение о ношении тех или иных предметов школьной формы с той или иной установленной расцветкой или символикой может приниматься на уровне отдельных школ, их попечительских советов.  

## Школьная форма в Российской империи

Будущий организатор Тамбовского восстания Александр Антонов в униформе Тамбовского реального училища, 1902 г.

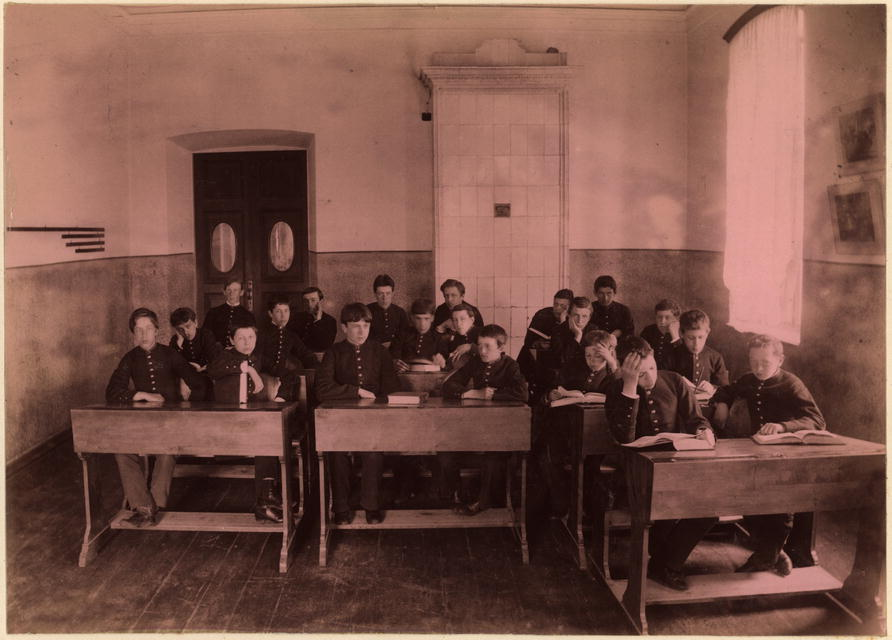
Ученики Александровского реального училища в классе, 1889 г.

В 1834 году была утверждена общая система всех гражданских мундиров в Российской Империи, в том числе и для средних учебных заведений. Форма учащихся средних учебных заведений (гимназий и прогимназий, реальных училищ, городских училищ (школ) (с 1912 года — высших народных училищ) и коммерческих училищ) изначально имела полувоенный вид — то, что называлось в те времена «лёгкий гвардейский шик». Сходные по фасону, их кепи и фуражки, брюки и пальто, шинели и мундиры-полукафтаны, а позднее — и рубахи-блузы-гимнастёрки, различались цветом, кантами, а также пуговицами и эмблемами. Общий вид формы менялся несколько раз (самые известные изменения, о которых подробно речь пойдёт ниже — 1834, 1855, 1864, 1868, 1871, 1881 годов). Основным цветом гимназической формы был синий во всех его оттенках (до 1870-х годов — тёмно-зелёный). Впрочем, достаточно редко встречался и серый.
Особая форма полагалась и учащимся средних учебных заведений других типов — реальных и коммерческих училищ, сельскохозяйственных училищ и так далее, где присутствовали предметы той же конструкции и кроя, но различалась цветовая гамма униформы, цвет прибора, кантов и так далее. В начале XX века в царствование Николая II учащиеся этих учебных заведений получат новые виды формы одежды, полупальто-пиджаки (тужурки) с отложным воротником и кантами по воротникам и бортам.
Все виды формы и все элементы её приобретались на средства родителей или попечителей учащегося. Как правило, изначально основные элементы обмундирования шились на заказ, особенно гимназические мундиры, на заказ изготовлялась и гарнитура к фуражкам или эмблемы на воротники. Во многом именно этим объясняются расхождения реальных артефактов с «Высочайше утверждёнными» образцами. В XX веке изготовление многих предметов обмундирования (особенно училищ с небогатым в массе своей контингентом) было поставлено на поток швейными фабриками и кустарными предприятиями. Некоторые элементы формы были объявлены необязательными. Это позволило удешевить форму, хотя и в этом случае унификация и следование образцам были не всегда полными. Для экономных любителей приобретать одежду на вырост умные инженеры-технологи придумали оставлять запасы ткани на рукавах (за манжетами) и брюках.
Дополнял облик ученика среднего учебного заведения ранец или портфель из телячьей (дешёвый вариант — «тюленьей») кожи мехом наружу. В старших классах (особенно в женских гимназиях) книги и тетради носили без ранца, крест-накрест перетянутые двумя кожаными ремешками.

### Мужская униформа

#### Гимназии и прогимназии

##### Александр I
В начале XIX в. некоторые варианты гимназических форм уже существовали в общем контексте гражданских мундиров Российской Империи. Были предприняты и попытки упорядочения униформы. Один из таких вариантов незадолго до смерти императора Александра Павловича был рассмотрен Комитетом министров (22 сентября 1825 года), а именно — форма преподавателей и воспитанников Санкт-Петербургских учебных заведений («Высочайше утверждено по докладу Министерства просвещения уже новым императором 29 декабря текущего года»).
Уже здесь отчётливо наметилась и непосредственно задавалась тенденция к унификации (для всех учащихся и преподавателей), сегрегации (по учебным заведениям) и систематизации формы одежды учащихся и учителей столицы по военному образцу, составлявшему «душу дисциплины» и «чинопочитания», облегчавшему постоянное наблюдение за воспитанниками и контроль над преподавательским составом. Помимо этого было принято разделение мундиров непосредственно учителей и воспитателей в гражданских чинах (с форменными различиями по учебным заведениям) и управляющих чиновников-канцеляристов (общий мундир Санкт-Петербургского учебного округа).
Во всех учебных заведениях столицы для воспитанников был установлен синий мундир с красными воротником и обшлагами того же покроя, что и в Царскосельском Лицее (поскольку Лицей представлял собой уникальное учебное заведение, не относившееся к какой-либо ступени среднего общего или профессионального образования, его униформа рассматривается в специальной статье) и Пансионе при нём. На рукава воспитанников устанавливались особые нашивки — в итоге так и не утверждённые императором.

##### Николай I
Новая форма была введена в начале царствования Николая I. Общий устав учебных заведений от 8 декабря 1828 года (п. 283) так описывал форму воспитанников гимназий (при Университетах): 
«Воспитанники первых трёх классов носят синие куртки и панталоны сверх сапог, а в четырёх высших — синие мундиры с воротниками цвета того же Учебного округа и с металлическими белыми или жёлтыми пуговицами в один ряд; панталоны сверх сапогов и фуражки того же цвета, а шинели серые; в классы они ходят в мундирных сюртуках»
 Правда, обязательной данная форма была только для воспитанников гимназических пансионов, а не для всех гимназистов. Все иные учебные заведения (уездные и приходские) никакой особой установленной формы одежды не имели.
В вопросах обмундирования император Николай Павлович, как и в остальных областях военной и статской жизни России, в итоге установил железный, строгий и логичный порядок. 27 февраля 1834 года было издано подробное «Положение о гражданских мундирах», описывающий все возможные виды чиновничьего платья.
В параграфе 88 значилось: «Студентам и воспитанникам всех учебных заведений, под ведомством министерства Народного просвещения состоящих, иметь мундир тёмно-зелёного сукна с тёмно-синим суконным же воротником с золотыми и серебряными петлицами из галуна по округам. Покрой как мундиров, так и положенных студентам и воспитанникам сюртуков иметь ныне существующий и носить им фуражки суконные тёмно-зелёные с околышком по цвету воротника». Для гимназистов трёх петербургских гимназий (1-й, 2-й и 3-й) при этом была оставлена прежняя особая форма, введённая чуть ранее: синие суконные однобортные куртки с красным стоячим воротником и позолоченными пуговицами. Парадные синие фрачные мундиры тоже украшали красный воротник с золотыми галунными петлицами и позолоченные пуговицы. Фуражки различались только наличием выпушек: воспитанникам 1-й петербургской гимназии полагались красные, 2-й гимназии — белые, 3-й — голубые.
Уже в апреле того же года было предложено ввести этот петербургский «гвардейский» тип униформы во всех прочих гимназиях, что и было воплощено в жизнь специальным указом Сената от 18 мая 1834 года. Теперь воспитанники всех гимназий носили синие куртки и мундиры с красными воротниками и петлицами; вольноприходящим слушателям были оставлены сюртуки. Фуражки также были дополнены выпушками определённого для каждой гимназии цвета.

##### Александр II
В начале нового царствования 25 июня 1855 года для учащихся всех гражданских учебных заведений введена новая форма по вновь введенному образцу для гражданских ведомств — парадная и повседневная. Николаевский форменный мундир отменялся. Во время торжеств, высочайших визитов и других знаменательных событий следовало надевать мундирный однобортный тёмно-зелёный полукафтан. Цвет воротника и обшлагов, петлицы, пуговицы и фуражки оставлены прежними — по учебным заведениям. Куртки, носившиеся пансионерами гимназий, приобрели скошенный воротник.
В 1830—1840-е годы гимназисты зимой носили шинели. Однако в 1856 году им разрешили носить и пальто по образцу уже существовавших пальто армейских и гвардейских офицеров, двубортное, по шесть пуговиц в ряду. На воротнике были суконные петлицы, аналогичные по цвету воротнику на полукафтане. Каждая имела по одной пуговице. В морозы воротники пальто, в отличие о шинелей, разрешалось утеплять мехом. Тем не менее, шинели были оставлены как элемент обмундирования вплоть до 1890-х годов.
В ноябре 1864 года в разгар Великих реформ новым положением о Гимназиях и Прогимназиях (п.58) форма одежды для гимназистов вновь видоизменяется. Основой униформы становится тёмно-зелёный однобортный мундир в виде полукафтана на девяти чёрных пуговицах с отложным воротником с синими петлицами (брюки навыпуск в цвет мундира по образцу военной формы). Помимо мундира, форма включала в себя тёмно-зелёный однобортный жилет на чёрных пуговицах; чёрный суконный или шёлковый галстук, тёмно-серые прямые брюки без кантов; суконное тёмно-зелёное пальто, армейского образца, с отложным воротником (с синими петлицами) и чёрными пуговицами; фуражку с тёмно-зелёной тульей и синим околышем. Гимназии, таким образом, теряли свои «цвета», которые заменила единая унифицированная система расцветок.
Просуществовала описанная выше форма всего четыре года — уже в декабре 1868 года в неё были внесены радикальные изменения. Правда, гимназистам было милостиво позволено донашивать старую униформу до конца учебного года и даже до истечения сроков носки, если старая форма была только-только пошита. Новая форма радикально меняла базовый цвет с привычного тёмно-зелёного на тёмно-синий (или просто синий). Этот цвет гимназическая униформа сохранит до конца своего существования и с ним же войдёт в историю в различных литературных описаниях и воспоминаниях.
Новая форма включала в себя:
- мундир в виде полукафтана (выше колен) на девяти гладких белых пуговицах белого металла (четыре такие же пуговицы крепились сзади на концах задних карманных клапанов; две — на прямых обшлагах возле разреза), скошенный воротник и прямые обшлага были одного сукна с мундиром; воротник обшивался по верхнему краю узким гвардейским серебряным галуном.
- брюки (шаровары), которые сохранили тёмно-серый цвет.
- шапка, которая приобрела вид армейского военного кепи того же цвета, что и мундир, с выпушками по верху тульи и верхнему краю околыша. Спереди шапки крепилась посеребрённая жестяная эмблема: скрещённые лавровые ветви с припаянной поверх них шифровкой с обозначением места, названия (если есть) и номера гимназии (например, «СПБ.3.Г.» или «М.5.Г.»). Учащимся Императорских гимназий, носящих имена представителей царствующей фамилии (Императора и Императрицы, Цесаревича, Великих Князей и так далее) или находящиеся под их шефствованием на головные уборы особым Высочайшим указом или повелением жаловался вместо шифровок (или в дополнение к ним) соответствующий вензель под короной в обрамлении лавровых ветвей. Такой же вензель впоследствии выштамповывался на пряжке после введения поясных ремней (кушаков)[10].

На холодное время гимназистам полагалось пальто по образцу офицерского: светло-серое, двубортное, на серебряных пуговицах, с синими петлицами, в цвет мундира, с белым кантом и мундирными пуговицами. В холода пальто носились «на вате», со стёганой серой подкладкой. Часто пальто приобретались экономными родителями «на вырост». Разрешалось носить башлык армейского образца без кантов и шинель армейского образца (двубортную, на крючках, серого сукна с серым же воротником, но без петлиц). Ни пальто, ни шинель изначально никогда не носились с кушаком (ремнем).
Эта же форма одежды была без каких-либо изменений включена в Гимназический устав Министерства народного просвещения 30.07.1871).
7 февраля 1870 года была установлена домашняя одежда для воспитанников пансионов гимназий (пансионеров), а также для тех воспитанников, которые жили на общих ученических квартирах. Появились серые суконные однобортные полукафтаны с отложным воротничком и шестью костяными пуговицами, носившиеся с суконными тёмно-серыми шароварами. Тогда же воспитанникам в южных губерниях в летние месяцы разрешили носить такие же пиджаки, но из белёного хлопка и парусины.

##### Александр III и Николай II
Головным убором всех учащихся гимназий, прогимназий и реальных училищ с 15 октября 1881 года стала фуражка гвардейского пехотного образца Российской Императорской армии (РИА), сменившая ранее существовавшее кепи, но сохранившая существующие системы расцветок. У гимназистов фуражки были светло-синие (или синие) с чёрным козырьком, белым кантом (выпушкой) по тулье и верху и низу околыша и серебристой жестяной эмблемой. Эмблема прикреплялась к синему же в цвет тульи околышу и представляла собой две посеребрённые штампованные ветви из жести (в приказах — лавровые, из трех листов каждая, но во многих исследованиях и воспоминаниях эти ветви описываются как «пальмовые»), между которыми размещались всё те же инициалы города и номер гимназии. Летом на тулью фуражки надевался чехол из коломянки или парусинового полотна (как и у офицеров РИА). Зимой, в холода, надевали наушники из чёрного фетра на коричневой байке внутри или подкладку из ваты. Специальных зимних головных уборов по-прежне предусмотрено не было. В морозы поверх фуражки надевали башлык цвета натуральной верблюжьей шерсти, отделанный серой тесьмой.
Чем больше форма принимала военный вид, тем сильнее оказывалось общее влияние армейского духа на гимназистов. Так в конце XIX-начале XX веков первоклассников обычно перед началом учебного года стригли по форме наголо — как новобранцев, чего не было ещё, например, в 1860-е годы.

Дома меня уже ждал форменный костюм. Начиналась гимназическая пора. Прощай, двор и уличные друзья! Я чувствовал себя почти мобилизованным. Дома меня остригли наголо, «оболванили», как сказал отец.— Лев Кассиль. Кондуит и Швамбрания.

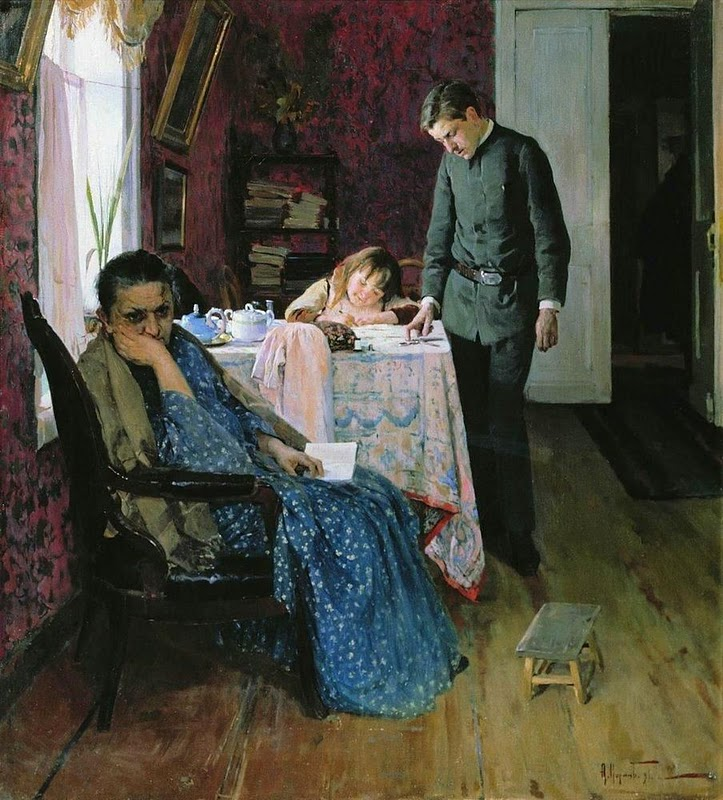
«Опять провалился», картина Алексея Корина, 1891 г. На полотне изображён гимназист старших классов в форменной куртке

Повседневной одеждой учащихся средних учебных заведений в 1880-е годы стали «русские» блузы-рубахи чёрного, серого или тёмно-синего цвета с косым бортом (на крючках или пуговицах). К рубахам полагался ремень (кушак) с посеребрённой (у гимназистов) или позолоченной (у всех остальных) бляхой. Ремень носился только с блузой — и никогда на верхней одежде, шинели или пальто. Блузы (рубахи) носились в классах, на практических занятиях, а также дома — зимой (из шерсти) и летом (из сукна или парусины). В холодную морозную погоду под рубаху мог поддеваться жилет (в южных районах — не установленный). К ней полагались простые брюки в тон, навыпуск, без кантов. Одновременно были введены и гимнастические рубахи-косоворотки из небелёного полотна — гимнастических для упражнений.
В конце XIX в. повседневная форма гимназистов, как и большинства учащихся средних учебных заведений империи, состояла из суконной гимнастёрки синего (в центральных и северных губерниях) цвета (ткань рубах на фотографиях часто выглядит темнее, чем на фуражке) с вертикальной застежкой на трёх серебряных выпуклых пуговицах, без карманов (позднее — с одним нагрудным) подпоясанной чёрным лакированным ремнем (кушаком) с серебряной пряжкой (бляхой), на которой были выгравированы и закрашены чёрной краской те же буквы и цифры, что и на эмблеме головного убора, но без ветвей. Особым шиком считалась начищать пряжку как можно ярче. Брюки у гимназистов были чёрные или тёмно-синие, без канта. Ботинки были чёрные, на шнуровке. Летом гимназисты продолжали носить «облегчённое обмундирование» — теперь его основой стали коломянковые гимнастёрки с серебряными пуговицами. В некоторых гимназиях, как правило, в южных губерниях, уставом допускались блузы и брюки серого цвета.
В 1910-е годы (перед Первой мировой войной и в первые её годы) для гимназистов мужских гимназий были введены элементы военной подготовки и гимнастики. Однако никакой специальной спортивной формы не предусматривалось — на занятия гимназистам предписывалось быть в «гимнастических рубахах» (тех же гимнастёрках). С 1914 года в знак солидарности с воюющей армией многие гимназисты старших классов (особенно работавшие в госпиталях или в земских учреждениях) начали носить неуставные гимнастёрки и френчи цвета хаки офицерского кроя, бриджи и ботинки английского образца на шнуровке или с крагами.
Старшеклассники и гимназисты старших возрастов на рубеже XIX—XX веков ходили не в блузах-рубахах или гимнастерках, а в специально установленных кителях со стоячим воротником без галуна, без нагрудных карманов, общей конструкцией напоминавших мундиры, но короче их, более простых в изготовлении и носке, как правило, со скрытой застежкой на крючках, а не пуговицах, и более дешёвой подкладке.
Ученикам младших классов разрешался зимой чёрный каракулевый воротник. Для ношения в холодное время года, особенно во время снегопадов, метелей и так далее, был оставлен уже привычный светло-коричнывый верблюжий башлык армейского образца.
Вплоть до 1917 года гимназистам сохранили и мундир — тёмно-синий, однобортный полукафтан, на девяти серебряных пуговицах (две — на обшлагах, четыре — на задних карманах), с обшитым серебряным галуном воротником, схожего покроя с повседневной курткой, но несколько длиннее её. Мундир предназначался не для повседневного использования в классе или дома, но для парадных мероприятий или визитов. Гимназисты, имеющие достаток, носили мундиры на белых атласных подкладках. Наличие мундира в списках уставной одежды непременно свидетельствовало о том, что данные средние учебные заведения являются привилегированными. Этот мундир носили в торжественных случаях, для выхода в город, визитов, посещения музеев и так далее. К мундиру надевали крахмальный воротничок.
В униформе гимназистов существовала определённого рода градация, установленная негласными коллективными правилами. Воспитанники младших классов должны были носить все элементы форменной одежды строго по уставу (за этим ревностно следили как инспекторы, так и старшеклассники) — блузы аккуратно заправлены за ремень, пряжки вычищены, фуражки — с прямой тульей. Старшеклассникам же негласно позволялось несколько отступать от строгих требований формы. Часто они носили тесные и короткие (нарочно зауженные) куртки с невысоким стоячим воротником. Когда старшеклассники влюблялись, они могли выводить мелом или чернилами на гимнастерках и куртках (в том числе и чужих) инициалы возлюбленных дам. Однако всему есть предел: подобные выходки своих подопечных преподаватели категорически осуждали и не допускали воспитанников в класс в испачканной и неустановленной униформе.

«Моя шинель была новее, герб и пуговицы блестели ярче, но зато у брата был вид старого, заправского гимназиста. Верх его фуражки был нарочно примят по бокам, как у Марка Наумовича, а у меня он пока что упрямо топорщился. Да и всё гимназическое обмундирование ещё выглядело на мне, как на вешалке в магазине. С первого же взгляда можно было узнать, что я новичок».

Учителя и прежде всего надзиратели и инспекторы строго следили за соблюдением всех правил ношения форменного костюма, обязательного не только в гимназии или училище, но и во всех публичных местах (впрочем, в большинство таких мест (театр, цирк, городской сад и так далее) вход гимназисту часто был прямо запрещён даже с родителями (после 19:00 (варианты в провинции: летом — после 22:00, зимой — после 18:00) гимназист не имел права выходить из дома), что также являлось предметом заботы инспекторов и надзирателей). Фактически гимназист имел возможность носить штатскую одежду только в домашних условиях, да и то, как правило, эта возможность была ограниченной — до 1906 года инспектор мог заявиться и домой к гимназисту для проверки условий его проживания и работы. Малейшее нарушение формы на улице или в гимназии — расстёгнутый воротник, плохо пришитые, а тем более неначищенные пуговицы, нечищенные ботинки и невыглаженые брюки, наброшенная на плечи шинель, отвернутые борта шинели или пальто или сдвинутая на затылок фуражка, отсутствие ранца — строго наказывалось наложением дисциплинарного взыскания.

На другой день на большой перемене в класс вошёл наш классный наставник. Он потребовал мой дневник и на кондуитной страничке написал: «Воспитанникам средних учебных заведений воспрещается посещать кафе, хотя бы и с родителями».
— Лев Кассиль. Кондуит и Швамбрания.
По неписаным правилам, гимназисту на улице полагалось обязательно скрывать номер гимназии, в которой он учился, чтобы гимназист, совершивший проступок, мог остаться неопознанным. Номер должен был быть выломан с фуражки, и гимназист, который этого не делал, жестоко преследовался товарищами. С той же целью перевёртывалась, пряталась бляха ремня.

#### Училища и школы
Униформа, аналогичная гимназической, появилась и у других средних учебных заведений, хотя определённый порядок здесь будет наведен только после реформы начала 70-х гг. в связи с установлением разрядности учебных заведений, разделением их функций и т. д. Тем не менее, уже 19 ноября 1865 г. была установлена форма для учащихся строительных училищ МВД. Базовым цветом, как и в гимназиях, оставался тёмно-зелёный. Стандартным был и набор предметов: фуражка (без выпушек с чёрным бархатным околышем), мундир (однобортный, на шести золоченых гербовых пуговицах, с отложным воротником с петлицами чёрного бархата, прямыми обшлагами (с двумя пуговицами; ещё две пуговицы — на задних карманах) у старшеклассников — тонкий золоченый кант по обшлагам и воротнику), брюки-шаровары, галстук, жилет (на шести малых пуговицах), плащ (на шести пуговицах, с отложным воротником и прямыми общлагами (без кантов и выпушек)..

##### Реальные училища
Форма одежды учащихся реальных училищ, устав которых был утвержден 15 мая 1872 г. (50834) была также аналогична гимназической с явными форменными отличиями от неё. Цвет гимнастерок, мундиров и фуражек в этом случае был, правда, не синий или светло-серый (за которые гимназисты получили широко распространенное прозвище «синяя говядина» или «сизяки»), а чёрный (для фуражек) или темно-серый. На чёрной фуражке с тремя оранжевыми выпушками крепилась позолоченая эмблема, аналогичная гимназической, то есть в виде двух пальмовых ветвей и аббревиатуры училища (с заменой литеры «Г.» на «Р. У.»). Аналогично гимназическим фуражкам к фуражкам реалистов полагались летние коломянковые чехлы. Башлык обшит чёрной тесьмой. Гимнастерка чёрного (или темно-серого, который допускался по факту, поскольку чёрный цвет гимнастерок особенно из дешёвого сукна достаточно быстро выцветал и выгорал от стирок и солнца) сукна, с вызолоченными пуговицами. Летняя гимнастерка белая полотняная. Ремень чёрный кожаный, с вызолоченной бляхой с шифровкой училища. <Брюки> черные суконные, навыпуск. Ботинки черные лакированые на шнуровке. Для старших классов — двубортная тужурка серого сукна с золочеными пуговицами и чёрным стоячим воротником, обшитым золотым галуном. Парадная форма — однобортный чёрный мундир на 9 пуговицах, с воротником, как на тужурке и оранжевой выпушкой. Шинель чёрная, двубортная, петлицы черные, с оранжевой выпушкой и с пуговицей (в морозы разрешался настежной меховой воротник).
Исключением являлось Кубанское Александровское реальное училище, чьи воспитанники с 5 июля 1888 года носили в качестве формы черкески с чёрным оформлением, с газырями, и черные же бешметы или жилеты под черкеску, черные фуражки установленного образца с золоченой эмблемой на оранжевом околыше. Поверх черкески носился кавказский пояс с серебряным прибором. На зимнее время была установлено пальто чёрного цвета с петлицами оранжевого цвета на воротнике. Для повседневного и частного употребления была оставлена серая блуза (рубаха) установленного образца, уже использовавшаяся в гимназиях и реальных училищах — шерстяная и суконная (парусинная, с брюками того же материала), правда, без зимнего жилета, с чёрным кожаным поясом. Иногда в литературе упоминаются «кубанки» чёрного цвета, однако в официальных документах их описание отсутствует.

##### Народные училища
Городские училища (четырёхклассные училища, находившиеся в ведении городских дум, с 1912 — высшие начальные училища) с 29 февраля 1892 г. имели форму, состоявшую из тёмно-синих фуражек без кантов, с чёрным лакированным козырьком. Эмблема помещалась на околыше и представляла собой позолоченный венок из ленты с монограммой «ГУ» (городское училище). Учащимся полагалась блуза (рубаха) гимназического покроя серого цвета из любой ткани, без пуговиц. Гимнастёрки подпоясывались ремнями-кушаками с медными гладкими пряжками. Позднее форма будет дополнена чёрными, а не тёмно-синими фуражками (в некоторых случаях — с красными выпушками), чёрными зимними рубахами и чернёнными монограммами «ГУ» на пряжках. Для ношения летом устанавливались коломянковые полотняные рубахи-косоворотки и шаровары из той же ткани. Зимняя верхняя одежда не оговаривалась. Обычно же учащиеся — дети небогатых и бедных родителей, рабочих, мелких служащих — из всей формы носили только фуражки.

##### Железнодорожные училища

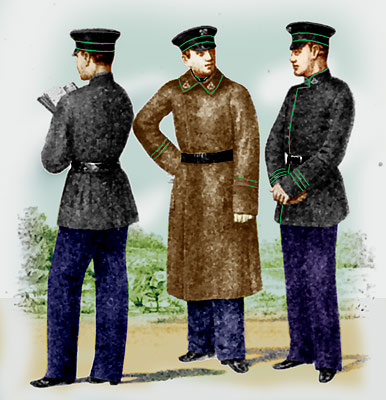
Форма воспитанников ТЖДУ в кафтанах и в плаще (в центре)

В 1886 году по предложению Министра путей сообщения Констатина Посьета в составе МПС были учреждены Учебный отдел и инспекция по заведованию учебными заведениями МПС. Технические железнодорожные училища, которые ранее были созданы при различных железнодорожных обществах, были переданы в непосредственное ведение Министерства путей сообщения и подчинялись ближайшей окружной инспекции по училищам. В 1887 г. для воспитанников была утверждена единая форменная одежда, включавшая в себя следующие элементы: кафтан из сукна черно-серого цвета военного покроя со стоячим воротником, который застегивался без пуговиц на крючках. По воротнику, борту и обшлагам рукавов шла зелёная выпушка. Число выпушек на рукавах соответствовало классу, в котором находился ученик. В углах воротника крепились металлические эмблемы той железной дороги, при которой состояло училище. В самом описании цвет эмблем не указан, но с большой вероятностью можно предположить, что эмблемы были серебристые. Шаровары из серо-синего сукна носились навыпуск, а во время практических работ — заправленными в сапоги. Ремень (кушак) из чёрной лакированной кожи, с вороненой пряжкой со сквозными прорезными буквами «ЖД». Единого образца написания букв не было. Носились пряжки и с аббревиатурой «ТЖДУ» (техническое железнодорожное училище). Фуражка из чёрного сукна с зелеными выпушками вокруг околыша (по верхнему и нижнему краям), с козырьком. На тулье крепилась посеребренная эмблема железных дорог — перекрещенные топор и якорь. Плащ (шинель) военного покроя из темно-серого солдатского сукна. с застежками на крючках. По воротнику и обшлагам также шли зеленые выпушки. В углах воротника крепились металлические эмблемы — те же, что и на воротнике кафтана. Блуза (рубаха) — покроя гимнастической рубахи из чёрной хлопчатобумажной материи — предназначалась для ношения в классах, мастерских и на летних практических занятиях.

##### Промышленные и технические училища
18 сентября 1897 года были утверждены образцы униформы для средних и низших промышленных училищ. Для средних промышленных училищ устанавливалась форма, аналогичная форме реальных училищ, но с фуражкой тёмно-зелёного сукна с желтыми выпушками и золоченым оригинальным установленным знаком (циркуль, ключ, молоток и треугольник в обрамлении дубовых ветвей). Этот же знак размещался на воротнике пальто (без петлиц) и воротнике мундира-полукафтана под галуном. Учащиеся низших училищ не имели выпушек на фуражке и не носили мундира-полукафтана; носили же серую блузу-рубаху с золотистыми пуговицами и брюками из той же ткани, ремень-кушак с медной бляхой с названием училища, двубортное пальто серого цвета с черными петлицами и жёлтой выпушкой. Форма учащихся ремесленных училищ была полностью анлалогична — за исключением нерегламентированной зимней формы.
22 ноября 1903 года утверждается униформа технических училищ.
Для Строгановского училища технического рисования 13 июня 1895 года была установлена следующая форма одежды: А) фуражка чёрного сукна с красным кантом и зелёным околышем с оригинальной золоченой жестяной эмблемой; Б) куртка гимназического образца с красным кантом по воротнику и зелёным воротником, ремень установленного образца — из чёрной кожи с медной золоченой бляхой; В) пальто-шинель чёрного цвета на шести золоченых выпуклых пуговицах, с петлицами красного сукна и зелёным кантом.

##### Коммерческие училища
Форма учащихся коммерческих училищ повторяла в общих чертах форму реальных училищ, но с зелёным, а не желто-оранжевым приборным цветом. Следует помнить, что коммерческие училища, как правило, учреждались не государством, а общественными организациями, однако находились под общим надзором Министерства народного просвещения. 17 апреля 1876 года (557796) был утвержден Устав Московского коммерческого училища (МКУ), предписывающий учащимся ношение униформы, ставшей впоследствии основой для униформ других учебных заведений того же типа. Устанавливалось, что до 7 класса учащиеся носят установленного образца куртки (позже их заменят блузы (рубахи)), старшеклассникам полагался мундир (позже ношение мундиров буден разрешено уже с 4 класса).
Фуражка имела зеленые канты и околыш, петлицы на зимних пальто «гимназического образца» также были зеленые. Существовали и особые отличия: так, для Московского Александровского коммерческого училища (АКУ) — учреждено Московским биржевым обществом под покровительством императора Александра III — при темно-серых брюках (шароварах) и чёрном полукафтане гимназического покроя с золотым прибором кант на фуражках, воротнику и обшлагам мундирного полукафтана и вокруг петлиц на пальто был установлен красный (шинель чёрного же сукна, но без петлиц). Зимнюю форму дополнял стандартный башлык. Для занятий в классах мундир не полагался — здесь носили шерстяные или суконные блузы (рубахи, гимнастерки) на двух пуговицах в тон шароварам с кушаком (ремнем) стандартного образца с золоченой бляхой и шифровкой. Эмблема на фуражках повторяла гимназическую, но с золочением. Эмблемой коммерции являлся и «жезл Меркурия» (символ торговли и промышленности). Этот жезл позднее был установлен на пряжках между буквами «КУ» (коммерческое училище), а также на пуговицах, в отличие от гладких пуговиц гимназистов и реалистов.

##### Земледельческие (сельскохозяйственные) училища
26 мая 1904 г. утверждено новое Положение о сельскохозяйственном образовании, определяющее общие основания для устройства с.-х. учебных заведений, передающихся в подчинение Министерству народного просвещения. Средние с.-х. училища «имеют целью доставлять учащимся практическое, на научной основе, образование по сельскому хозяйству, для подготовки их к сельскохозяйственной деятельности». Однако ещё за десять лет до указанной даты была утверждена единая форма одежды для учащихся сельскохозяйственных учебных заведений, сходная с формой учеников других средних учебных заведений. Пиджак — (праздничный) двубортный из сукна чёрного цвета, застегивающийся на 6 гладких металлических золоченых пуговиц, с отложным, застегивающимся на крючок, воротником и с 2 боковыми карманами. По воротнику, по бортам и на обшлагах рукавов — выпушки из светло-зеленого сукна. На концах воротника — штампованные металлические позолоченные знаки. В земледельческих училищах знак представляет собой серп с лежащими на нём колосьями ржи и пшеницы, в училище виноделия — лопату, перевитую виноградной ветвью. Блуза — по образцу гимназической из сукна темно-серого цвета, без карманов, с мягким стоячим воротником, застегивающимся на 2 маленькие металлические позолоченные пуговицы и с 3 такими же пуговицами на вороте. В летнее время блуза такого же образца, но из небеленого полотна, с 2 нагрудными карманами и 3 малыми металлическими пуговицами на воротнике и на карманах. Шинель-пальто — военного покроя из толстого темно-серого сукна, застегивающееся крючками, с клапаном и 2 металлическими гладкими позолоченными пуговицами позади. На концах воротника — черные суконные петлицы с пуговицей в верхней части. Вокруг воротника и петлиц — выпушка из светло-зеленого сукна. Для зимних практических работ предусматривался дубленый полушубок. Шаровары — из сукна тёмно-синего цвета, а летом — из небеленого полотна. Заправлялись в сапоги, а во время практических занятий или в дождливое время — в высокие (болотные) сапоги. Пояс-кушак — чёрный, кожаный, с жёлтой медной пряжкой, с прорезными заглавными буквами названия заведения. В реальности буквы были не только прорезные, использовались и другие варианты. Галстук под пиджак — чёрный суконный военного покроя. Башлык — из верблюжьего сукна, обшитый гарусной тесьмой того же цвета. Фуражка — чёрная суконная, с козырьком, с выпушками светло-зеленого цвета вокруг тульи и околыша. В летнее время фуражка из парусины, без выпушек. На околыше, над козырьком крепится штампованный металлический позолоченный знак, изображающий: в земледельческих училищах — грабли с лежащей на них косой; в Бессарабском училище виноделия — лопату с лежащей на ней ветвью винограда и с расположенными над ними заглавными буквами названия училища «У. В.».

### Женская униформа

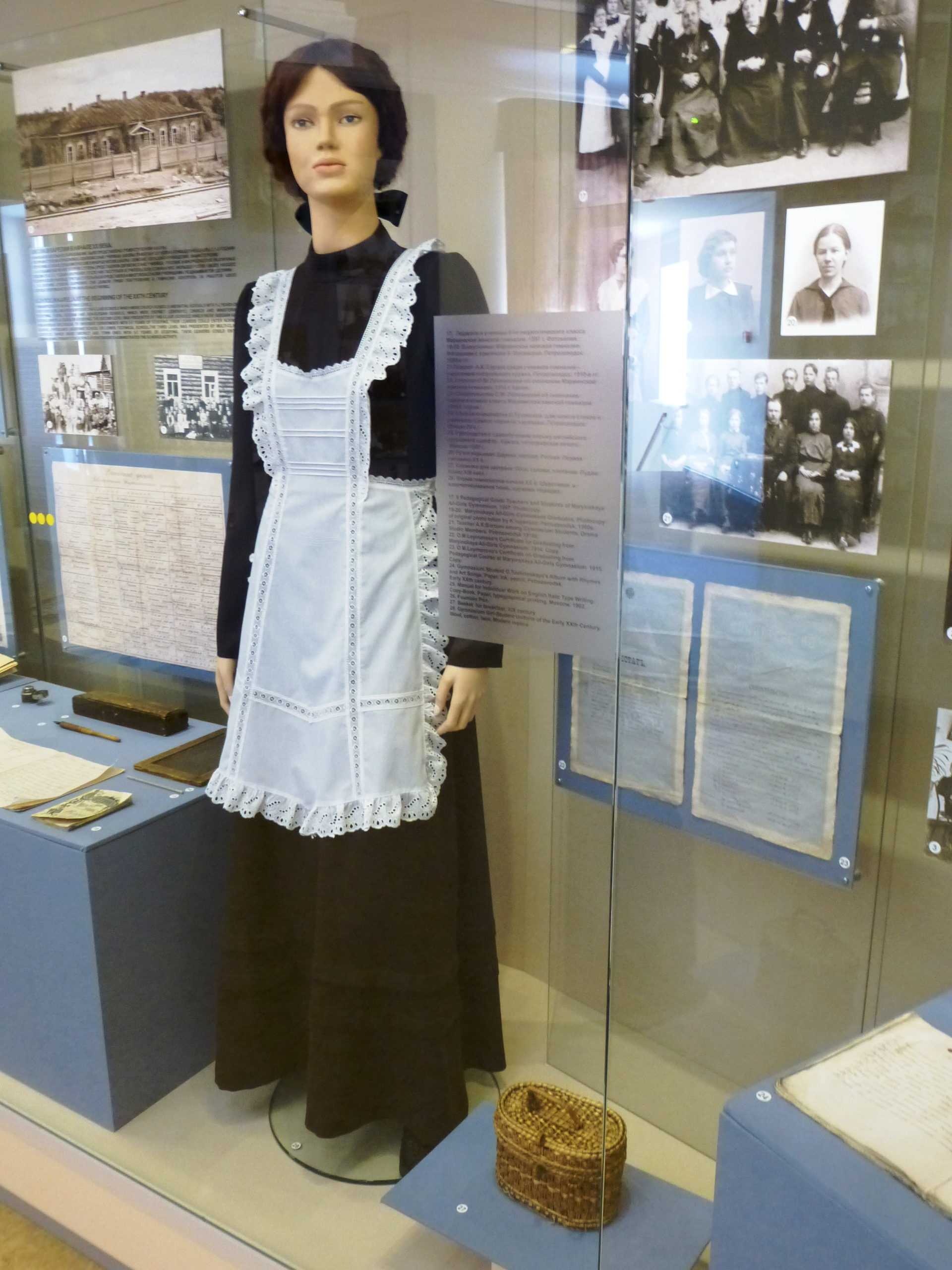
Реконструкция униформы гимназистки конца 1890-х гг.

Для девочек было несколько типов школ: Институты благородных девиц, гимназии ведомства учреждений Императрицы Марии, училища ведомства министерства народного просвещения (в 1862 году переименованные в гимназии), частные гимназии, городские и профессиональные училища, епархиальные женские училища, учительские семинарии, земские и сельские школы.
Впервые обязательная форма в женских гимназиях появилась в 1764 году, когда форма и её цвет были закреплены в «Уставе воспитания двухсот благородных девиц». Повседневные платья воспитанниц институтов благородных девиц шили из камлота, а для воскресных и праздничных дней — из шелка. Гимназистки приготовительных классов (от шести до девяти лет) носили кофейные или коричневые платья; от девяти до двенадцати — голубые; от двенадцати до пятнадцати — серые. Старшие гимназистки носили белые платья. Платья были закрытые («глухие»), одноцветные, самого простого покроя. C ними носили белый передник, белую пелеринку и иногда — белые рукавчики. В 1855 году утвердили «Устав женских учебных заведений ведомства учреждений Императрицы Марии». Регулировались набор и количество предметов, но не их цвет.
Остальные гимназии традиционно за основу униформы брали одежду воспитанниц Института благородных девиц. Она часто была других цветов. Точно так же могла различаться по цвету форма младших, средних и старших классов, но вместо четырёх цветов форм для классов разных возрастов, как это было принято в Институте благородных девиц, для экономии обычно оставляли два или три.
В государственных (Министерства народного просвещения) гимназиях и прогимназиях законом не устанавливалась форменная одежда, и её цвет определялся уставом заведения. Обычно воспитанницы носили платья тёмно-зелёного цвета и фартуки — чёрный в учебные дни и белый по праздникам.
В частных женских гимназиях и пансионах форма также могла быть разного цвета. В ряде гимназий ученицы носили форменные головные уборы — берет, соломенную шляпу-канотье, либо фетровую шляпу в цвет платья.
Традиционно гимназистки носили косы с шелковыми чёрными и белыми бантами. До 1917 года короткие стрижки носили, как правило, либо курсистки («девушки-эмансипэ»), то есть, более старшего возраста, совершеннолетние либо школьницы, перенёсшие тяжёлую болезнь — корь, тиф и т. д.
Школьную форму также носили в женских епархиальных училищах и учительских семинариях. В сельских школах и городских училищах, где совместно учились мальчики и девочки, форма не вводилась.

Женская школьная форма в Российской империи
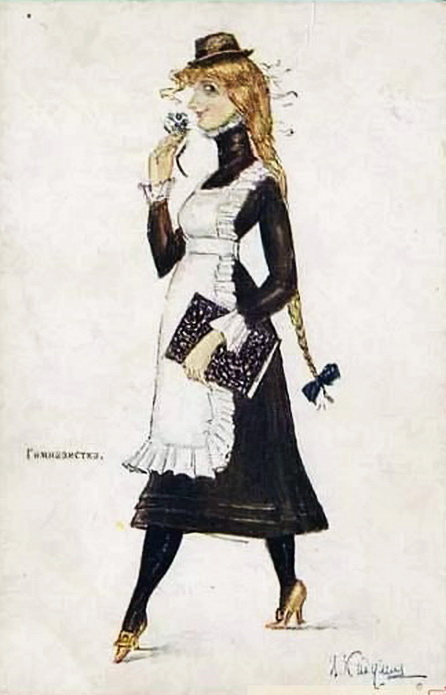
Гимназистка. Открытка работы Владимира Кадулина, 1900-е годы. Изображена форменная шляпа женской гимназии]]
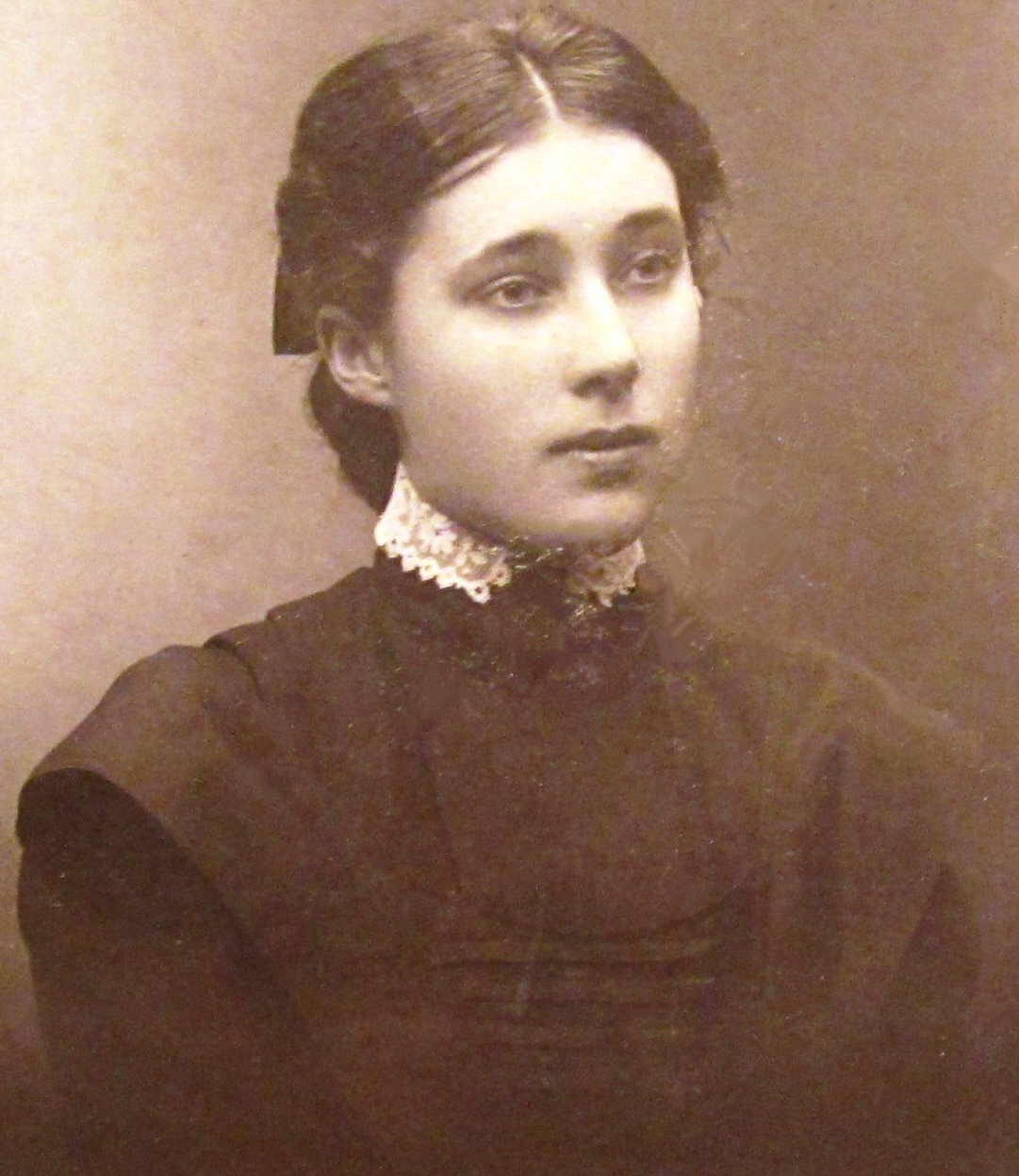
гимназистка Илария Булгакова, конец 1900-х годов
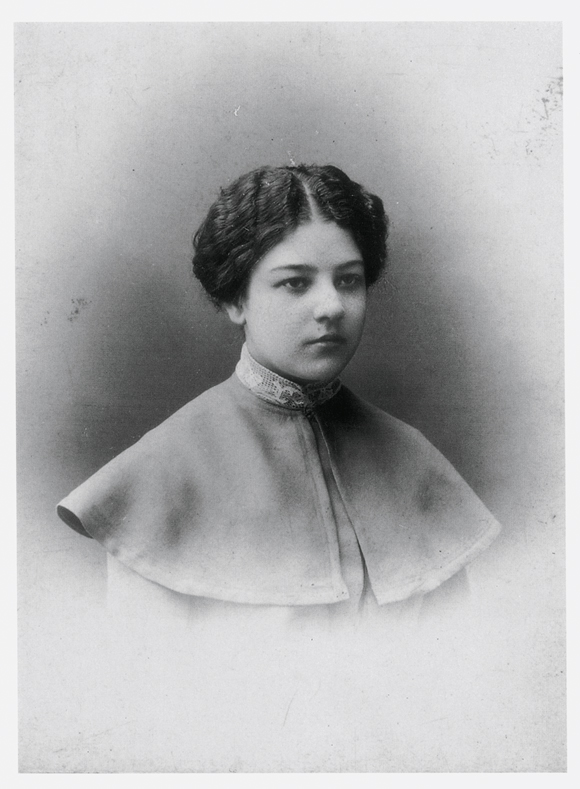
Владимирская гимназистка Ольга Розанова, 1900 год

## Школьная форма в СССР

### 1920-е—1930-е годы
В 1918 году гимназическая форма дореволюционной России была отменена в рамках Единой трудовой Советской школы.
С точки зрения «классовой борьбы» старая форма считалась символом принадлежности к высшим сословиям (была даже презрительная кличка для сентиментальной девочки — «гимназистка»). С другой стороны — форма символизировала абсолютную несвободу ученика, его униженное и подневольное положение.
Но у этого отказа от формы была и другая, более понятная, подоплёка — бедность. Ученики ходили в школу в том, что могли предоставить им родители, а государство в тот момент активно боролось с «разрухой», «классовыми врагами» и «пережитками прошлого».
Исключением в 1930-е годы была лишь пионерская форма — да и то полностью унифицированную форму имели лишь в таких лагерях-гигантах, как «Артек», или в специализированных военизированных лагерях (эту форму, кстати, подробно описывает уже А. Гайдар в повести «Военная тайна»), где были возможности для централизованного пошива, выдачи, стирки предметов формы вплоть до носовых платков, а также санитарной обработки прибывающих на отдых со всей страны детей (включая и унифицированные стрижки, в том числе и для девочек, в рамках борьбы с педикулёзом). В обычных же школах пионерская форма сводилась к ношению светлых (белых, серых, голубых) рубашек (блузок), синих юбок и (опять — где была возможность) шорт (брюк) и красных галстуков.

#### Ремесленные и железнодорожные училища, ФЗО

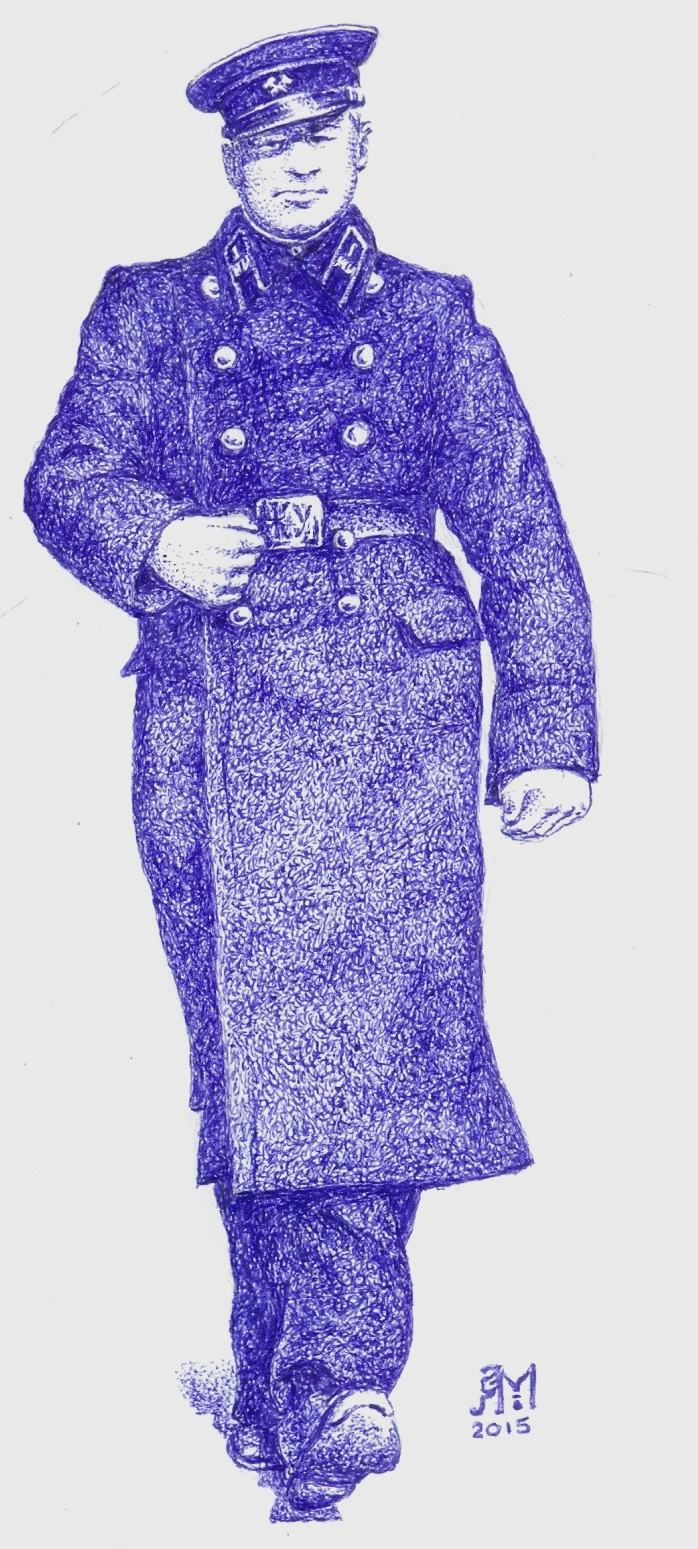
Учащийся железнодорожного училища (ЖУ ГУТР СНК СССР) в зимней форме во время строевых занятий. Эскиз, 1941 г.

Уже осенью 1940 года были организованы специализированные школы, входившие в систему Главного управления трудовых резервов при СНК СССР, в дополнение к фабрично-заводским школам (ШФЗУ, ФЗУ), и аккумулирующие в своих рядах всех молодых людей, кто оказался вне старших классов среднеобразовательных школ, вузов, военных училищ, средних училищ и т. д.
Введение форменной одежды для учащихся ремесленных, железнодорожных училищ и школ ФЗО впервые предусматривается приказом начальника ГУТР СССР № 1 от 4.10.1940 года.
Для учащихся школ ФЗО форменная одежда впервые была установлена постановлением СНК СССР и ЦК ВКП(б) № 204 от 27 января 1941 года «О дополнительных мерах по подготовке государственных трудовых резервов в школах фабрично-заводского обучения в 1941 году».
Приказами начальника ГУТР № 202 (6), 204 (7), 206 (8) от 27 марта 1941 года все вышеперечисленные положения о форменной одежде распространялись на Литовскую, Латвийскую и Эстонскую ССР, а чуть позже, приказом начальника ГУТР № 348 от 19 мая 1941 года (9), — и на Молдавскую ССР.
В 1944 г. для специализированных ремесленных училищ (горной промышленности, чёрной металлургии и т. д.) были введены специальные знаки различия — металлические штампованные — на фуражку и тканые — на рукава (подробнее см.:).
Получилось так, что первыми форму в СССР надели учащиеся не общеобразовательных школ, а специализированных профессиональных учебных заведений — причём, этот опыт «обмундирования» среднего образования был проведён полностью за государственный счёт.
Эта форма, сохранившаяся до конца 50-х гг., попала на плакаты, картины некоторых мастеров соцреализма и на страницы поэмы Самуила Маршака «Весёлое путешествие от А до Я».

#### Школьная форма 1947 года
В 1935 году постановление правительства устанавливало единую форму форму одежды для школьников. Школьную форму планировалось ввести начиная с 1936 г., в первую очередь в школах Москвы, Ленинграда, Киева, Харькова и Минска. К 1938 г. это предписание так и не было выполнено, и Народный комиссар просвещения РСФСР в письме от 1938 г. просил разрешить ввести в IV квартале 1938 г. единую форму одежды для учащихся Москвы и Ленинграда. Для мальчиков V—X классов устанавливалась гимнастерка из полушерстяного шевиота темно-синего цвета и брюки из сукна чёрного цвета, ремень с пряжкой, фуражка, ботинки и шинель, а для девочек — платье из хлопчатобумажной ткани темно-синего цвета и передник чёрного цвета. По-видимости, это предложение не получило одобрения, и единую школьную форму удалось ввести только после войны, в 1947 г., с небольшими изменениями
Школьная форма образца 1947 года во многом копировала фасон формы классических гимназий — и по цвету, и по покрою, и по аксессуарам. Очень важно и то, что, подобно дореволюционной форме, новая форма учащихся школ была платной (форма для мальчиков при этом стоила по объективным причинам дороже) и приобреталась учащимися за свой счёт, в отличие от формы учащихся ремесленных, железнодорожных и фабрично-заводских училищ.
Мальчикам полагалась серая гимнастёрка с серыми брюками (цвет мог варьироваться до тёмно-серого). На фотографиях встречаются гимнастерки двух видов:

а) без карманов, на трех пуговицах с отложным воротником;

б) армейского образца, со стоячим воротником на пяти пуговицах, с карманами с клапанами на пуговицах.
Ношение укороченных бриджей или шорт не допускалось. К гимнастеркам полагался ремень чёрной кожи с пряжкой жёлтого металла. Учащиеся младших классов поверх воротника гимнастерки первого типа в торжественных случаях носили белый отложной воротничок.
К гимнастеркам полагалась фуражка с жёлтыми выпушками по околышу и тулье, и кожаным ремешком. На околыше крепился знак жёлтого металла: лучи солнца с рифлёной буквой «Ш», окружённые лавровыми ветвями. Такая же эмблема выштамповывалась на ременной бляхе.
Ношение формы требовало её содержания в полном порядке: гимнастерка, фуражка, брюки должны были быть вычищены и тщательно выглажены (как говорили, брюки — со «стрелками»).
Для ношения с формой полагались ботинки и полуботинки (сандалии и летняя — исключались) чёрного или тёмно-коричневого цвета, тщательно вычищенные, однако в осенне-зимний период допускались галоши, сапоги и валенки, в зависимости от климата.
Учащиеся старших классов, как правило, освобождённые от обязательного ношения установленной формы, носили открытые однотонные (двубортные и однобортные) тужурки и серые кители, со светлыми сорочками или без них. Члены пионерской организации носили пионерский галстук в обязательном порядке, как и члены ВЛКСМ — комсомольский значок. Разрешалось ношение значков ГТО, спортсменов-разрядников, КМС и так далее.
Уже первые годы эксплуатации формы показали её непрактичность — в условиях использования чернил, чернильниц и перьевых ручек появлялись кляксы на рукавах. В 1954 году гимнастёрки стали синими. Фуражки нового образца стали похожи на дореволюционные гимназические — околыш и тулья синие, выпушки белые, арматура посеребрённая.

Арон Маркович никогда не спрашивал школьников, как их постричь. Если приходил первоклассник, Арон Маркович стриг «под нуль», то есть наголо, если мальчишка был из третьего класса, — оставлял ему маленький чубчик. Семиклассников и всех остальных Арон Маркович стриг под «полечку».
— Печерский Н. Масштабные ребята. — М.: Детская литература, 1971.
Для девочек допускались лишь самые простые стрижки, длинные волосы, как правило, укладывались в стандартную причёску — косы. «Модельные стрижки» до конца 1950-х были под строгим запретом. Использование косметики или ношение ювелирных украшений при форме также не допускалось.
Строгий надзор за соблюдение школьной формы столь детально осуществлялся только в школах крупных городов СССР и столицах союзных республик. В сельской местности и деревнях ношение формы было часто факультативным, особенно для молодых людей, из-за дефицита самой формы. В 1954 году студенческая форма была повсеместно отменена.
Изначально у девочек было установлено классическое коричневое платье с чёрным (повседневным) или белым (парадным, для торжественных мероприятий) фартуком, завязывавшимся сзади на бант. Школьные платья были скромно украшены кружевными съемными отложными воротничками и манжетами. Ношение воротника и манжетов было обязательным. В дополнение к этому девочки могли носить чёрные или коричневые (повседневные) или белые (парадные) банты. Банты других цветов по правилам не допускались. К парадной форме полагалось надевать белые гольфы или колготки. В целом форма для девочек практически полностью копировала форму русской дореволюционной женской гимназии, за исключением того, что гимназистки носили соломенные шляпки.
Эта форма просуществовала до конца 1962—1963 учебного года. Первоклассники-мальчики 1 сентября 1962 года пошли в школу уже в новой форме — без фуражек с кокардой, без поясных с массивной пряжкой, без гимнастёрок. Форма для девочек практически не изменилась.

Форма одежды учащихся средних школ образца 1954 г. (1954—1962 гг., реконструкция художника К. С. Васильева)
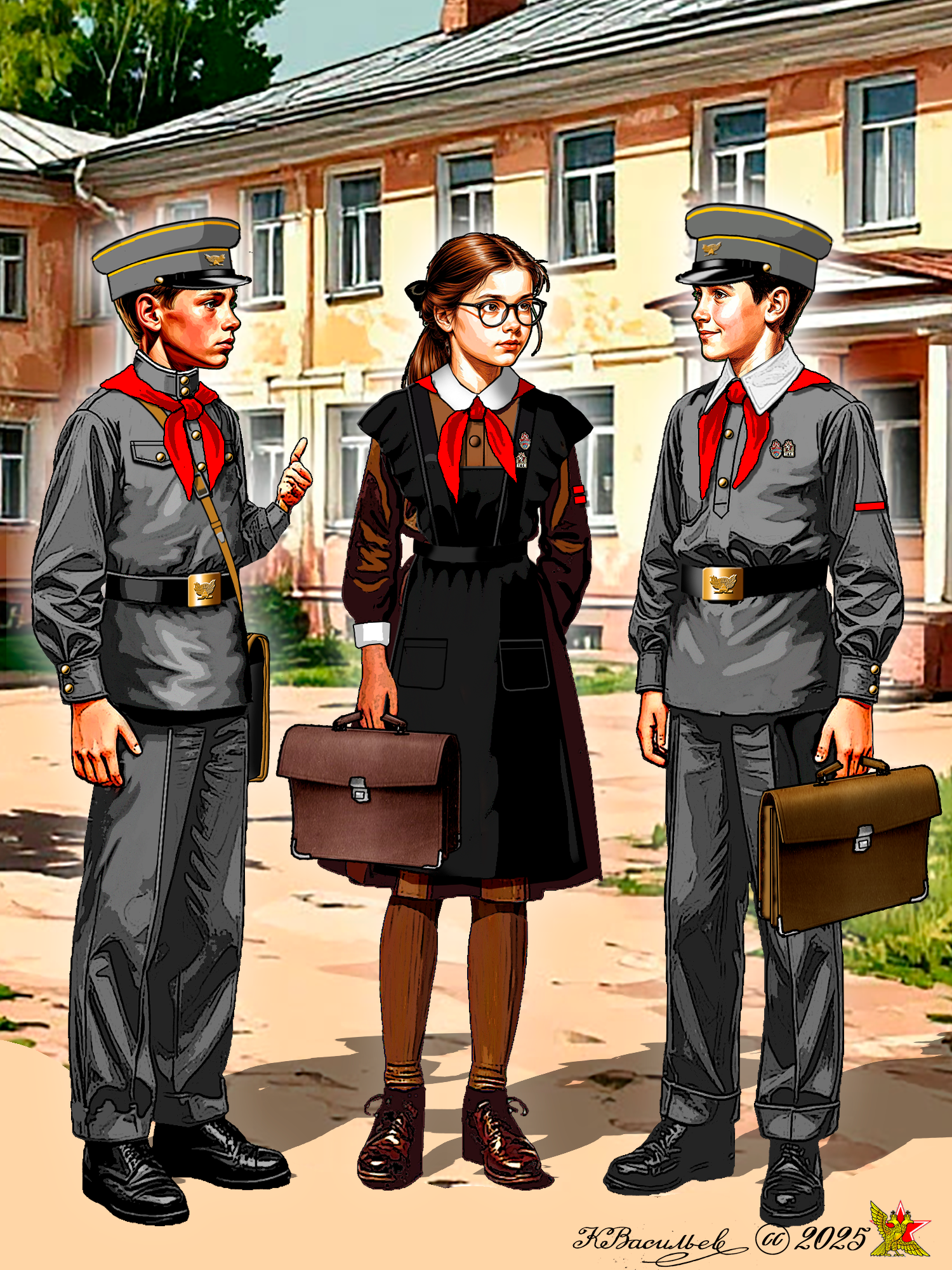
Слева направо: гимнастёрка для мальчиков, учащихся старших и средних классов (пионер); повседневная форма одежды для девочек — пионерка, на рукаве знак различия пионерской должности «Председатель совета отряда» или «Член совета дружины»; для мальчиков, учащихся младших и средних классов — пионер, на рукаве знак различия пионерской должности «Звеньевой» или «Член совета отряда».
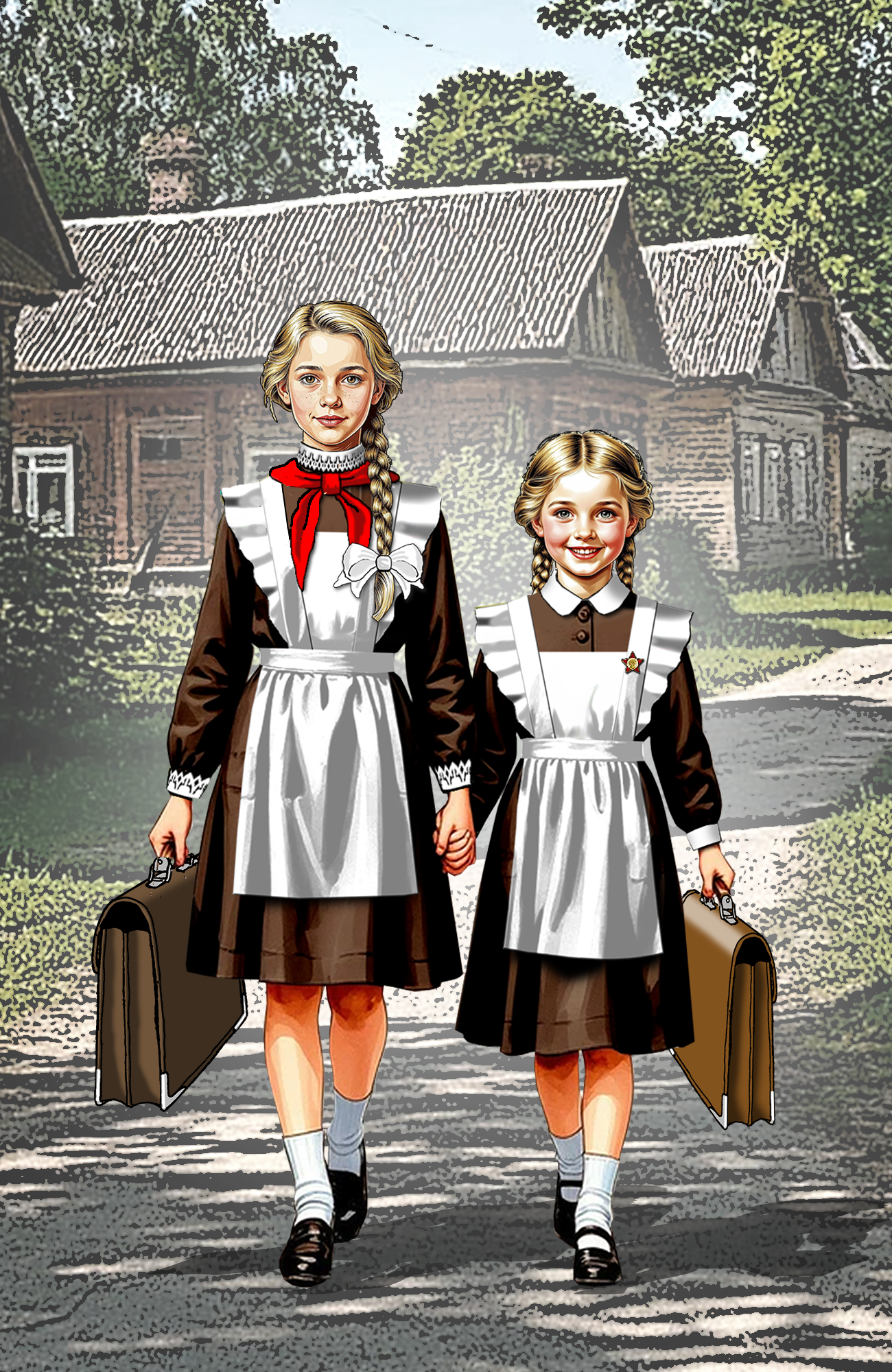
Праздничная форма для девочек: слева ученица младших классов (октябрёнок), справа ученица средних классов (пионерка).
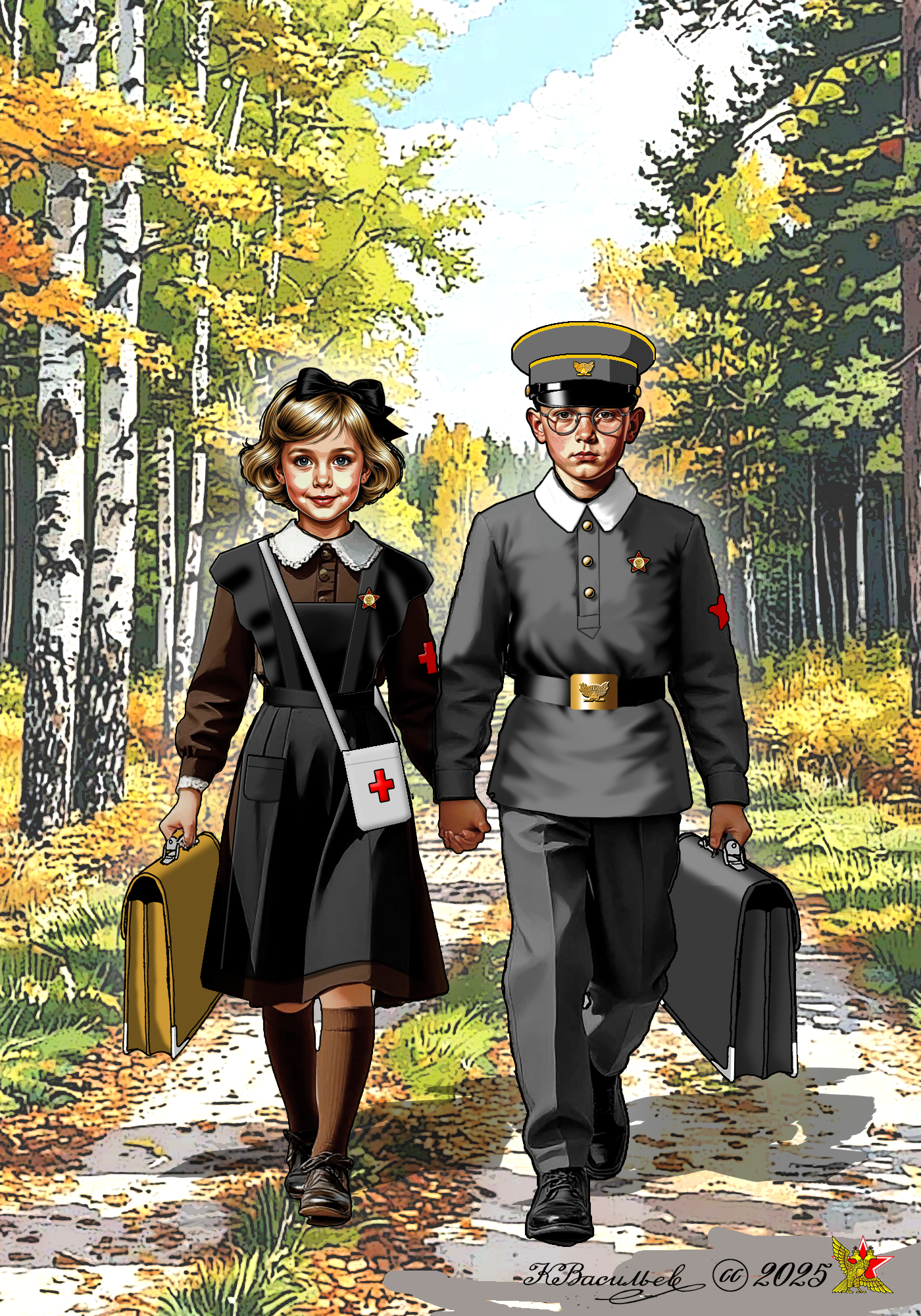
Учащиеся младших классов (октябрята): слева повседневная форма для девочек, знаки различия должности «Санитар» (контроль за чистотой учащихся в классе); справа форма для мальчиков, на рукаве знак различия октябрятской должности «Командир звёздочки», руководитель группы из пяти детей.
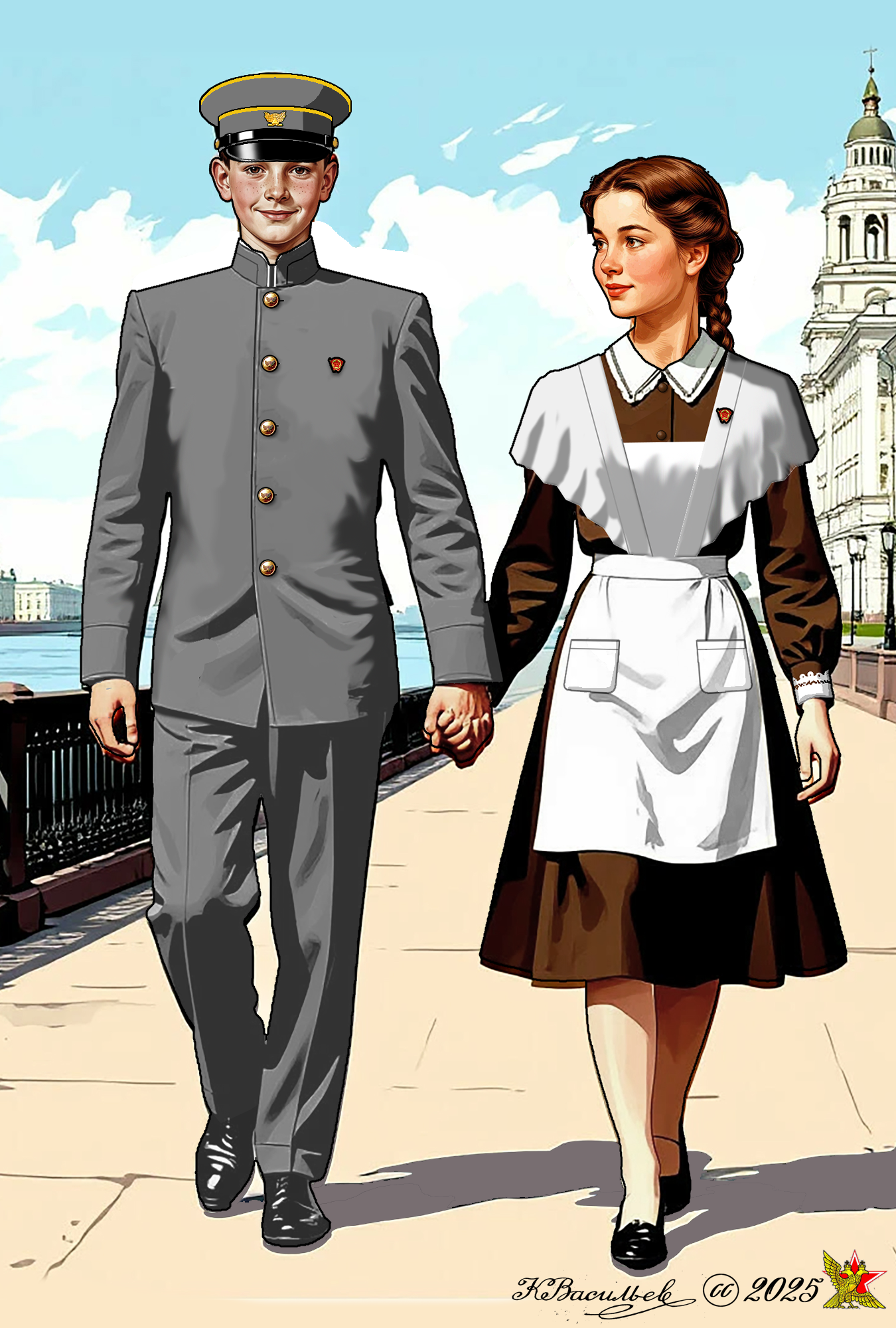
Учащиеся старших классов: слева форма для юношей (мундир); справа праздничная форма для девушек.

### Оттепель и «период застоя»

Нарукавные эмблемы на младших и средних классов (слева) и старших классов (справа) к форме для мальчиков образца 1975 года

С начала 1960-х годов в рамках общих тенденций продолжающейся оттепели форма была изменена в сторону отхода от «военнизированности». Мальчики получили серый полушерстяной открытый однобортный пиджак с тремя чёрными пластмассовыми пуговицами; брюки шились из ткани в тон пиджака. В жаркую погоду допускалось ношение укороченных бриджей и шорт. Под пиджак в качестве парадной формы рекомендовалась белая рубашка. В младших классах было принято нашивать белый воротничок поверх пиджачного воротника. Фуражку заменил серый или тёмно-синий берет. Форма для девочек осталась прежней.
В 1960 году новая форма появилась в Ленинграде. С 1962 года новая форма стала обязательной. Никаких обязательных требований на ношение формы вне школы или на верхнюю зимнюю не существовало.
В 1970 году было принято Постановление об Уставе средней общеобразовательной школы, согласно которому «Для учащихся общеобразовательных школ устанавливается форма одежды, утверждаемая Советом министров союзной республики». В 1975 году Совет министров РСФСР утвердил новые варианты формы: для девочек она оставалась прежней, а для мальчиков — учеников I—VIII классов избран вариант с расклешенными брюками и спортивного типа курточкой.
У мальчиков с 1975—1976 учебного года серые шерстяные брюки и пиджаки были заменены на брюки и куртки из полушерстяной ткани тёмно-синего цвета. Покрой курток напоминал классические джинсовые куртки (в мире набирала обороты так называемая «джинсовая мода») с погончиками на плечах и нагрудными карманами со свободными клапанами по форме фигурной скобки. Куртка застёгивалась на алюминиевые пуговицы, по конструкции напоминавшие военные. Пуговицы были двух диаметров — поменьше для младшеклассников и побольше для старшеклассников. На боковой части левого рукава была нашита эмблема (шеврон) из мягкого пластика ПВХ с нарисованным открытым учебником и восходящим солнцем — символ просвещения («Учение — свет»).
Пионеры при форме носили красный галстук (для мальчиков — галстук убирался под пиджак), однако в этот период была введена и специальная парадная пионерская форма, разработанная на основе школьной и с ней совмещённая (так, стандартные куртка и брюки носились и при пионерской форме).

### 1980-е: Перестройка
Во второй половине 1980-х была введена новая форма для старшеклассников. Эту форму при наличии желания и возможностей разрешалось носить с восьмого класса, однако старшеклассникам при этом не запрещалось ношение формы старого образца. Девочки с первого по седьмой класс носили коричневое платье, как и в предыдущий период, правда, платье стало ненамного выше колен; форма мальчиков младшей и средней школы осталась без изменений.

Школьницы средних классов (1985)

Для юношей старших классов был установлен костюм-двойка синего цвета с однобортным пиджаком на трех пуговицах (и трех малых пуговицах на обшлагах). На левом рукаве пиджака на уровне локтевого сгиба размещалась эмблема ПВХ — стилизация на ту же тему, что и в средней школе, но в ином цветовом решении (в общий тон к форме) и с изображением атома. Пиджак разрешалось носить с однотонной сорочкой, возможно — с галстуком, в том числе и самовязом (для тех, кто вышел из пионерского возраста или вступил в ВЛКСМ). Запрещалось носить форму поверх спортивных футболок или со спортивной обувью, однако соблюдение запрета отдавалось на откуп школ или классных руководителей.
Для девочек был введён костюм-тройка синего цвета, состоящий из юбки-трапеции со складками спереди, пиджака с накладными карманами (без нарукавной эмблемы) и жилетки. Юбку можно было носить (по сезону) либо с пиджаком, либо с жилетом (поверх сорочки), либо весь костюм сразу. К форме полагалось надевать туфли, ношение спортивной обуви запрещалось. В 1988 году для Ленинграда, районов Сибири и Крайнего Севера было разрешено ношение синих брюк в зимнее время. Ношение украшений, косметики или модельных причесок с формой по-прежнему не допускалось, однако в старших классах на это фактически не обращали внимания.

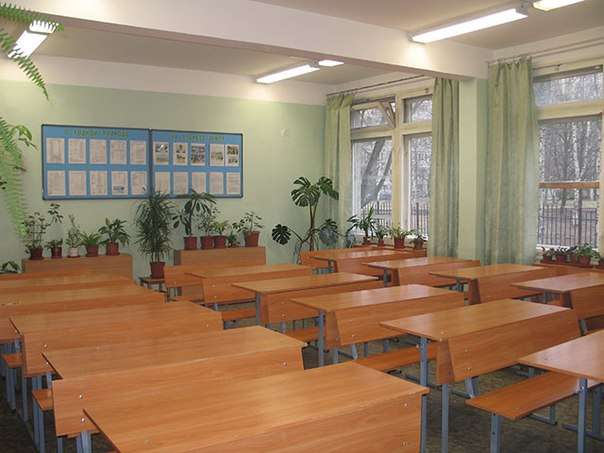
Школьницы старших классов (1988)

Члены детских и молодёжных коммунистических организаций (октябрята, пионеры и комсомольцы) должны были носить, соответственно, октябрятский, пионерский и комсомольский значок, пионеры должны были также обязательно носить пионерский галстук.
В 1990-91 годах ношение пионерских галстуков и октябрятских значков, а также комсомольских значков стало свободным и постепенно уменьшалось. Окончательно это произошло 1 сентября 1991 года, когда пионерский галстук одели единицы скорее по привычке.
В те же годы некоторые советские школы, расположенные в прибалтийских республиках и воинских гарнизонах за пределами СССР (Польша, Чехословакия, Венгрия, ГДР), отменили обязательное ношение школьной формы.
Фактически обязательная форма была отменена в 1991—1992 учебном году (так, в московских школах с 1 сентября 1991 г. ношение не требовалось, но допускалось). Однако законодательно (де-юре) отмена школьной формы произошла на три года позднее, когда её уже мало кто носил, да и в магазинах она уже отсутствовала несколько лет.

## Современная Россия
Обязательное ношение школьной формы в России было отменено весной 1994 года (по факту оно произошло уже 1 июня 1992 года из-за остановки и ликвидации предприятий, эту форму производивших, а также окончанием учебного года).
В 2013 году образовательные организации получили право устанавливать требования к одежде обучающихся. При этом государственные и муниципальные организации при реализации такого права должны использовать типовые требования субъектов федерации.
Школьная форма советского времени (или платья, стилизованные под неё) с белыми фартуками традиционно надевается выпускницами на Последний звонок как символ прощания со школой, и реже — на другие праздники.